# Saleh Khalifa Al-Dosari
Saleh Khalifa Al-Dosari (Dammam, Arabia Saudita; 2 de mayo de 1954) es un exfutbolista de Arabia Saudita que jugaba en la posición de centrocampista.

## Carrera

### Club
Jugó toda su carrera con el Ettifaq FC de 1973 a 1991, equipo con el que ganó dos títulos de liga, dos de copa y cuatro títulos internacionales.

### Selección nacional
Jugó para Arabia Saudita de 1974 a 1986 con la que anotó nueve goles en 69 partidos, ganó la Copa Asiática 1984, tres apariciones en los Juegos Asiáticos y en los Juegos Olímpicos de Los Ángeles 1984.

## Logros

### Club
- Saudi Premier League (2): 1982–83, 1986–87
- King Cup (1): 1985
- Saudi Federation Cup (1): 1990–91
- Arab Club Champions Cup (2): 1984, 1988
- Gulf Club Champions Cup (2): 1983, 1988

### Selección nacional
- AFC Asian Cup (1): 1984